# محمود الشاعري
محمود الشاعري مغني وملحن وموزع موسيقي ليبي. ولد بمصر وأمه مصرية، حيث نشأ في أسرة عريضة اتسعت رقعتها لتشمل خمسةَ عشرَ أخاً وأخت، إضافةً إلي اربع زوجات للأب -خلافاً لأمِه محمود ينتمي إلى عائلة فنية عريقة ساهمت بشكل كبير في تغيير شكل الموسيقى العربية ككل فأخوه هو المغني والموسيقار المعروف حميد الشاعري والإعلامي والشاعر وليد الشاعري من تلفزيون ليبيا والاعلامي محسن الشاعري وايضا مجدي الشاعري.
بدأ محمود العمل في مجال التلحين والتوزيع الموسيقي وتأسيس اذاعات الراديو منذ سنة 2004م بالإضافة لكونه خريج كلية علوم الحاسوب (Computer Science) بالإضافة لكونه يعمل مع اشقائه في مؤسسة راديو وتلفزيون رحاب اف ام كما
قام محمود الشاعري بتأسيس فرقة موسيقية بأسم فان باند Van Band سنة 2017م.

## أعماله
1. أغنية حد يروح ويقول لها (من حلقة برنامج صاحبة السعادة).
2. أغنية قدر مكتوب (سنجل).
3. أغنية وصاني (سنجل).
4. أغنية يا محلى لمتنا - أغنية فردية (سنجل).
5. اوبريت افتتاح البطولة الأفريقية لكرة اليد 2016 - ممثلا لدولة ليبيا
6. أوبريت يا ليبيين - اوبريت وطني ليبي.
7. أغنية عالماشي - مع فريق Van Band والفنانة المغربية طاهرة
8. أغنية في مكان بعيد وهادي - مع فريق Van Band وعازف الساكسفون يوسف فوزي.
9. أغنية انا طير - مع فريق Van Band